# マシュー・コノリー
マシュー・コノリー（Matthew Connolly, 1987年9月24日 - ）はイングランド出身で、カーディフ・シティFC所属のサッカー選手。ポジションはDF（センターバック）。

## 所属クラブ
- 2005-2008  アーセナル

→ 2006-2007  ボーンマス (loan)
→ 2007-2008  コルチェスター・ユナイテッド (loan)
- 2008-2012  クイーンズ・パーク・レンジャーズ

→ 2012  レディング (loan)
- 2012-2020  カーディフ・シティ

→ 2015  ワトフォード (loan)